# مارك رودس (مغني)
مارك رودس (بالإنجليزية: Mark Rhodes)‏ هو مغني بريطاني، ولد في 11 سبتمبر 1981 في Darlaston ‏ في المملكة المتحدة.

## وصلات خارجية
- مارك رودس على موقع IMDb (الإنجليزية)
- مارك رودس على موقع ميوزك برينز (الإنجليزية)
- مارك رودس على موقع ديسكوغز (الإنجليزية)